# 애센광
애센광(ashen light), 지구반조는 금성의 밤이 되는 측면에서 보인다고 주장되는 가설적인 약한 빛이다. 이 현상은 과학적으로 검증되지 않았으며, 금성에 의한 빛의 발산, 망원경의 광학 현상 등 관찰되는 현상의 원인에 따른 이론은 다양하다. 금성의 광원에 대한 현대의 가설은 번개와 관련되고 있으며 금성에 일부 그 증거가 있다. 그러나 이 번개에 의해 생성되는 빛이 관찰 시 충분치 않기 때문에 이 이론은 크게 받아들여지지 않고 있다. 더 최근의 이론으로는 금성의 대기 상부와 접촉하는 비상하게 높은 태양활동에 의해 일시적인 오로라나 대기광의 형성이 있다.

## 같이 보기
- 금성의 대기